# D. B. Cooper
Dan Cooper, meglio conosciuto come D. B. Cooper (... – sparito il 24 novembre 1971), è stato un criminale statunitense, famoso per aver dirottato un Boeing 727, dal quale si lanciò in volo dopo aver ricevuto un riscatto di 200.000 dollari statunitensi (equivalenti a circa 1.338.000 dollari statunitensi del 2021), scomparendo subito dopo.
Questo episodio di pirateria aerea rimane l'unico irrisolto nella storia dell'aviazione statunitense.
Dan Cooper fu il nominativo usato dall'uomo durante la rapina, probabilmente uno pseudonimo ispirato all'omonimo personaggio dei fumetti degli anni cinquanta, un aviatore protagonista di avventurose storie che vanno dallo spionaggio alla fantascienza. Nonostante un'estesa caccia all'uomo e una continua indagine da parte dell'FBI, l'autore non è mai stato né localizzato né identificato e, pur considerando l'eventualità che potesse non essere sopravvissuto a un lancio così rischioso, la questione è rimasta ufficialmente aperta fino al luglio 2016, quando l'FBI ha deciso di archiviare il caso, a cui era stato attribuito il nome in codice «Norjak».

## Storia

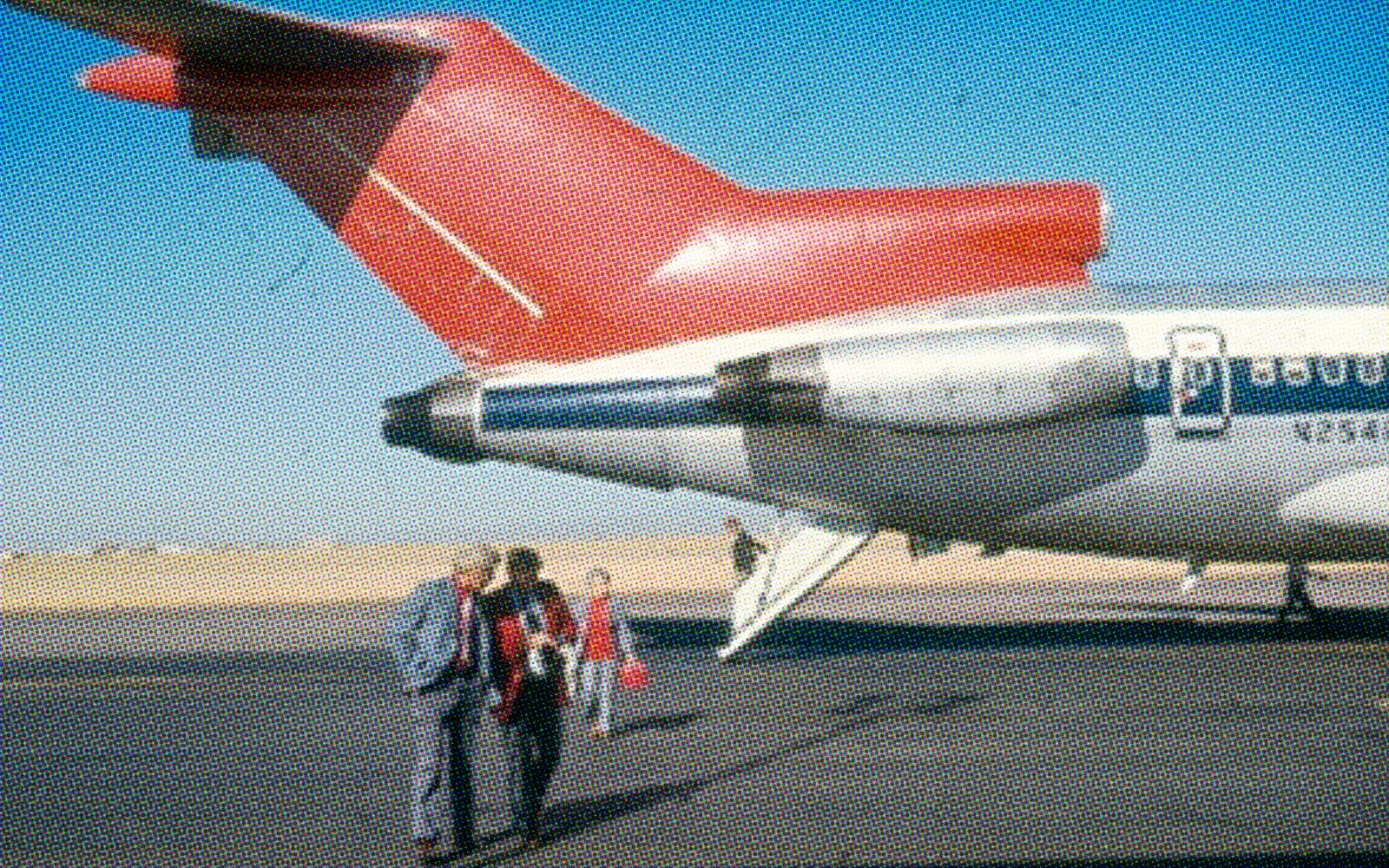
Un Boeing 727 con portellone posteriore aperto e scaletta estesa

La vicenda ebbe inizio nel tardo pomeriggio di mercoledì 24 novembre 1971, quando all'aeroporto Internazionale di Portland, nello Stato dell'Oregon (USA), arrivò un uomo che portava una valigetta nera, che si identificò con il nome di Dan Cooper; solamente in seguito, per via di un errore di comunicazione dei mass media, il personaggio sarebbe diventato noto come D. B. Cooper. Utilizzando denaro contante, Cooper acquistò al banco della Northwest Orient Airlines un biglietto di sola andata per il volo 305, diretto all'aeroporto internazionale di Seattle-Tacoma (nello Stato di Washington), volo con una durata di circa trenta minuti.
Una volta imbarcatosi sull'aereo, un Boeing 727-100 con registrazione FAA N467US, si accomodò nel posto 18E, all'ultima fila della parte posteriore, dove si accese una sigaretta e ordinò bourbon e soda. Testimoni oculari che si trovavano a bordo del velivolo lo descrissero, in seguito, come un uomo di etnia caucasica di età intorno ai quarant'anni, alto circa un metro e ottanta, che indossava una camicia bianca ben stirata, una cravatta nera, un fermacravatta di madreperla, giacca e pantaloni scuri, mocassini e un impermeabile nero leggero.

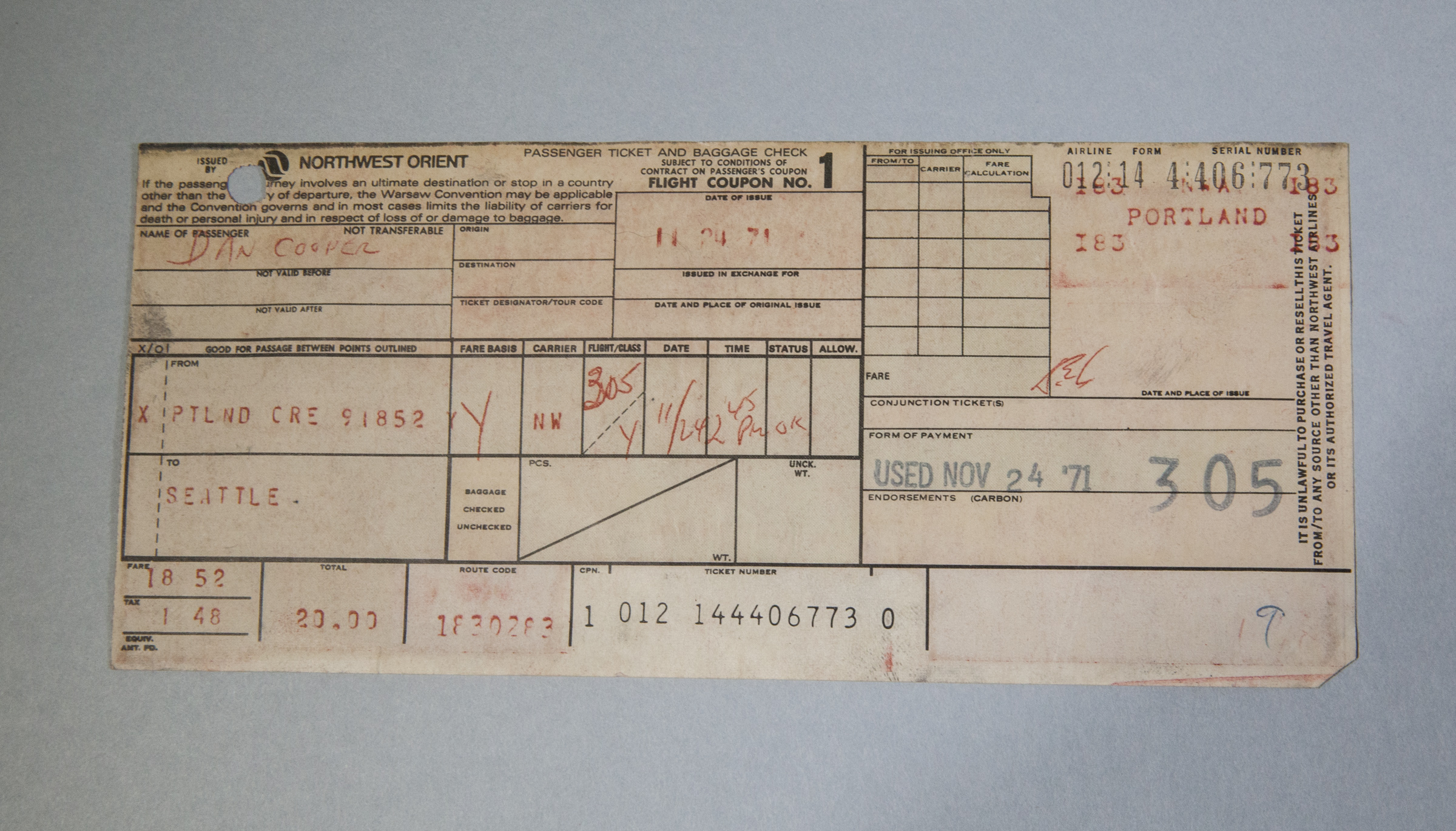
Il biglietto originale acquistato da D. B. Cooper per il volo 305 diretto a Seattle.

Con un equipaggio di sei persone e 37 passeggeri a bordo, tra cui Cooper, il volo partì alle ore 14:50. Poco dopo il decollo, l'uomo passò un biglietto alla giovane assistente di volo Florence Schaffner, seduta sul seggiolino ribaltabile dietro di lui. La ragazza pensò di avere a che fare con un uomo d'affari solitario che le stava dando il suo numero di telefono, quindi mise il foglio nella sua borsetta; alla vista di ciò, Cooper si chinò verso di lei e le sussurrò che avrebbe fatto meglio a leggere il biglietto in quanto aveva con sé una bomba. Aperto il foglio, la Schaffner vi lesse un messaggio, scritto a lettere maiuscole con un pennarello, che recitava: «Ho una bomba nella mia valigetta. La userò, se necessario. Voglio che si sieda accanto a me. State per essere dirottati».
Il foglio fu ritirato successivamente dal dirottatore e l'esatto contenuto del messaggio è frutto di ricostruzione da parte dei testimoni, che concordano sul fatto che in realtà terminasse con la frase «no funny business», comunemente utilizzata in situazioni in cui in italiano si direbbe «non fate scherzi». La Schaffner, tranquillamente, si sedette accanto all'uomo e chiese di vedere la bomba, quindi Cooper aprì la valigetta a sufficienza perché si potessero intravedere otto cilindri rossi, che erano presumibilmente dei candelotti di dinamite, con dei fili collegati a una batteria.
Cooper quindi richiuse la valigetta ed espresse le sue richieste: 200.000 dollari USA in «valuta americana negoziabile», quattro paracadute (due primari e due di riserva) e un'autobotte pronta a Seattle per il rifornimento dell'aereo all'arrivo; tutte le istruzioni furono riportate dalla stessa Schaffner in cabina di pilotaggio. Quando ritornò dal dirottatore, esso si era spostato al posto 15F, vicino al finestrino, e aveva indossato degli occhiali scuri. Il comandante del volo 305 William Scott contattò il controllo del traffico aereo dell'aeroporto di Seattle-Tacoma, che avvisò le autorità locali e federali. Gli altri trentasei passeggeri vennero informati che il loro arrivo a Seattle sarebbe stato ritardato a causa di un «problema meccanico minore». Il presidente della Northwest Orient Donald Nyrop autorizzò il pagamento del riscatto, preoccupato per una possibile pubblicità negativa per la compagnia aerea. Cooper ordinò la restituzione del messaggio da parte del pilota, al fine di eliminare ogni indizio utile alla sua identificazione.

Un'animazione della possibile evasione di Dan Cooper dal 727 in volo

L'aereo sorvolò l'area dello stretto di Puget per circa due ore, durante le quali la polizia di Seattle e l'FBI si adoperarono per raccogliere i soldi per il riscatto, reperire i quattro paracadute e mobilitare il personale d'emergenza e i tiratori scelti da posizionare sull'aeroporto. L'assistente di volo Schaffner ricordò che Cooper sembrava avere una certa familiarità con il territorio locale, in quanto disse «Sembra Tacoma laggiù» proprio quando l'aereo sorvolava effettivamente tale città; disse correttamente anche che la base aerea militare di McChord era a venti minuti di auto dall'aeroporto Seattle-Tacoma.
Sempre la Schaffner disse che, oltre ad essere elegante e distinto, era caratterizzato da modi di fare molto tranquilli, garbati e signorili, non risultando affatto assimilabile agli stereotipi popolarmente associati alla pirateria aerea o alla delinquenza in generale. Tale opinione concorda con quella di Tina Mucklow, un'altra assistente di volo, la quale disse agli investigatori: «Non era nervoso, sembrava piuttosto gentile, non è mai stato crudele o cattivo, è stato premuroso e tranquillo per tutto il tempo». Egli ordinò un secondo bourbon, pagando regolarmente e insistendo per lasciare il resto come mancia, ed addirittura si offrì per richiedere il pasto per tutto l'equipaggio durante la sosta a Seattle.
Gli agenti dell'FBI raccolsero il denaro per il riscatto da diverse banche della zona di Seattle, ottenendo diecimila banconote da venti dollari non segnate ma che per la maggior parte avevano numeri di serie (appartenevano alla «serie 1969-C») che iniziavano con la lettera di emissione «L», che indicava la provenienza dalla Federal Reserve Bank di San Francisco; venne anche fatto un microfilm di ciascuna di esse. Cooper rifiutò i paracadute militari ad apertura vincolata offerti dalle autorità, chiedendo invece dei paracadute civili con sistema di apertura manuale, che la polizia di Seattle ottenne da una scuola di paracadutismo locale.
Alle 17:24 Cooper venne informato che tutte le sue richieste erano state soddisfatte ed alle 17:39 l'aereo atterrò a Seattle-Tacoma. Il dirottatore ordinò al comandante Scott di far rullare l'aereo in una pista isolata e di spegnere le luci in cabina per scoraggiare i cecchini della polizia. Al Lee, Operations Manager della Northwest Orient di Seattle, si avvicinò al velivolo in abiti civili per evitare la possibilità che Cooper potesse scambiarlo per un agente delle forze dell'ordine a causa dell'uniforme della compagnia aerea e consegnò all'assistente di volo Mucklow uno zaino con il denaro e i paracadute attraverso la scaletta di poppa. Ricevuti i soldi ed i paracadute, Cooper consentì a tutti i passeggeri, all'assistente di volo Schaffner e all'assistente di volo senior Alice Hancock di lasciare tranquillamente l'aereo.

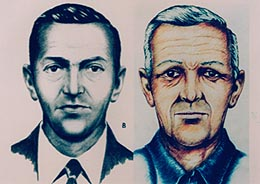
L'immagine a destra mostra il possibile aspetto invecchiato di Cooper

Durante il rifornimento Cooper spiegò il suo piano di volo all'equipaggio: una rotta da sud-est verso Città del Messico alla minima velocità che consentisse di evitare di fare andare in stallo l'aereo (circa 157 nodi, ossia 290 km/h) e a un massimo di 10.000 piedi (3.000 metri) di altitudine. Per garantire una velocità minima, specificò che il carrello avrebbe dovuto rimanere esteso e gli ipersostentatori alari abbassati di quindici gradi, e per consentire di volare a bassa quota ordinò che la cabina rimanesse depressurizzata. Il copilota William Rataczak informò Cooper che con quella configurazione di volo l'autonomia del velivolo sarebbe stata di circa 1.000 miglia (1.600 chilometri), il che significava che avrebbero dovuto rifornire prima di entrare in Messico: Cooper e l'equipaggio discussero le opzioni e concordarono di eseguire il rifornimento a Reno.
Cooper chiese infine che l'aereo decollasse con la porta d'uscita posteriore aperta e la scaletta estesa, ma la Northwest si oppose, ritenendo che fosse pericoloso; Cooper replicò che invece era sicuro, ma non volle discutere la questione, accettando il consiglio e dichiarando che avrebbe provveduto personalmente ad aprire il portellone ed a distendere la scaletta una volta in volo. Le procedure di rifornimento a Seattle vennero ritardate, adducendo la causa a un problema di vapor lock nel meccanismo di pompaggio dell'autobotte; Cooper sembrò insospettirsi, ma permise di proseguire le operazioni.
Verso le 19:40 il 727 decollò con a bordo solo Cooper, i due piloti Scott e Rataczak, l'ingegnere di volo Anderson e l'assistente di volo Mucklow. Due caccia F-106, decollati dalla vicina base di McChord, si avvicinarono all'aereo ed iniziarono a seguirlo, uno sopra e uno sotto, in modo da stare fuori dalla vista di Cooper. Dopo circa quattro minuti dal decollo, il dirottatore chiese alla Mucklow di unirsi al resto dell'equipaggio nella cabina e di rimanere lì con la porta chiusa; la Mucklow fu l'ultima persona a vedere Cooper in vita. Verso le 20:00, in cabina di pilotaggio si accese la spia luminosa che indicava che l'apparato della scaletta di coda era stato attivato; l'equipaggio offrì assistenza a Cooper tramite l'interfono del velivolo, richiesta che venne seccamente respinta. Alle 20:13 l'equipaggio avvertì un brusco cambiamento di pressione dell'aria, segno che il portello posteriore era stato aperto, e sempre a quell'ora la sezione di coda del velivolo subì un improvviso movimento verso l'alto, abbastanza significativo da richiedere un intervento sui comandi per riportare il 727 in volo livellato.
Per circa due ore non si seppe più nulla dell'aereo e di ciò che accadde a bordo. Il velivolo ricomparve alle 22:15, atterrando all'aeroporto internazionale di Reno-Tahoe con la scaletta di poppa abbassata. Agenti dell'FBI, membri della polizia di Stato e personale dello sceriffo circondarono il mezzo per determinare se Cooper fosse ancora a bordo, ma una scrupolosa ricerca effettuata a bordo confermò che l'uomo aveva abbandonato il velivolo. Erano tuttavia rimaste a bordo alcune sue tracce: la sua cravatta, il suo fermacravatta, otto mozziconi di sigaretta e due dei quattro paracadute richiesti. Furono anche rinvenute delle impronte digitali, mai ricollegate a qualcuno.

## Le indagini

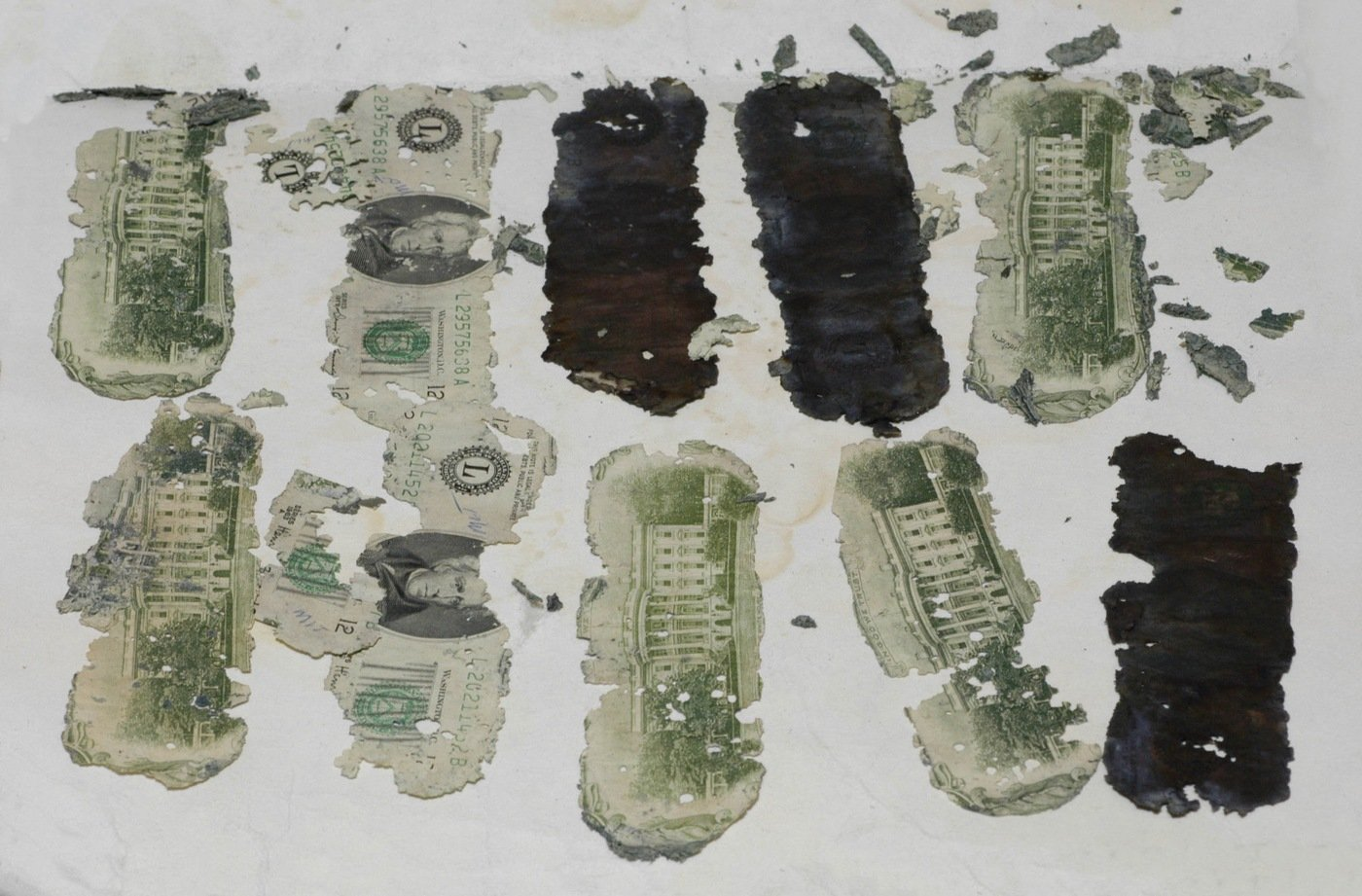
Parte del denaro rinvenuto da Brian Ingram nel 1980

La successiva analisi del volo mise in discussione la stima iniziale della zona di atterraggio di Cooper. Scott, che stava pilotando l'aereo manualmente a causa delle particolari richieste di velocità e di altitudine, stabilì in seguito che la traiettoria di volo era stata significativamente più ad est di quanto inizialmente assunto. Ulteriori dati provenienti da varie fonti, in particolare dalle dichiarazioni del pilota Tom Bohan della Continental Airlines, che volò quattro minuti dopo il volo 305, indicarono che la direzione del vento presa in considerazione nel calcolo della zona di caduta era sbagliata, forse anche di ottanta gradi. Questo e altri dati supplementari hanno suggerito che la zona effettiva di atterraggio di Cooper sarebbe stata probabilmente a sud-sud-est della stima originale, andando a collocarsi nei pressi del fiume Washougal, affluente del Columbia, nello Stato di Washington.
Negli anni successivi la Washougal Valley e i suoi dintorni sono stati perquisiti anche da molteplici gruppi privati, ma non è stato trovato nulla che fosse direttamente riconducibile al dirottamento. Nel corso degli anni molte persone hanno affermato di essere D. B. Cooper e sono stati indicati molti sospettati (800, stando a quanto dichiarato dalla polizia federale), senza mai riuscire ad indirizzare le indagini su un unico soggetto.
Uno degli iniziali sospettati, successivamente non ritenuto dall'FBI però coinvolto nel caso, fu Richard McCoy, che, quattro mesi dopo il caso D. B. Cooper, dirottò un aereo passeggeri della United Airlines e ottenne un riscatto di cinquecentomila dollari. Le similitudini tra i due casi sono molteplici. Nessuna prova conclusiva è emersa a svelare la sorte di Cooper e numerose teorie si sono succedute nel corso degli anni, senza tuttavia essere mai state confermate. Alcuni indizi sono però venuti alla luce in periodi successivi: il primo riguarda Brian Ingram, all'epoca dei fatti un bambino di otto anni, che nel 1980, nove anni dopo i fatti, trovò sulle sponde del fiume Columbia circa 5.800 $ in tre pacchetti di banconote da venti (uno con novanta banconote e gli altri due con cento banconote), notevolmente deteriorate. I tecnici dell'FBI confermarono che il denaro era effettivamente una parte del riscatto e che le banconote erano tutte disposte nello stesso ordine di quando furono consegnate a Cooper. La seconda prova invece riguarda un foglio di istruzioni trovato alla fine del 1978 da un cacciatore a poca distanza dall'ipotetica zona di lancio di Cooper, contenente dettagli sulla scala di accesso di un Boeing 727.
Successivamente tra i sospettati finì Duane Weber: nel 2000 sua moglie raccontò che, durante un sonno agitato, Weber pronunciò la frase «Ho lasciato le impronte sulla scala posteriore» e che prima di morire nel 1995 le avesse sussurrato «Sono io Dan Cooper»; seguirono delle indagini che tuttavia scagionarono Weber. Al contrario, vari ritrovamenti di oggetti che inizialmente si credeva fossero collegati al caso Cooper non sono stati accreditati dalla polizia come tali: ad esempio un paracadute ritrovato il 27 marzo 2008 ad Amboy, nello Stato di Washington (circa 9,7 km sud del lago Merwin), da alcuni bambini mentre giocavano in una fattoria; le indagini provarono che era di seta e non di nylon come quelli consegnati a Cooper. Nel 2021 lo storico Eric Ulis ha affermato che il mancato ritrovamento di Cooper potrebbe essere dovuto a una ricerca nei luoghi sbagliati da parte delle autorità, che avrebbero calcolato male il punto di atterraggio di Cooper. Nel novembre 2024 i figli di Richard McCoy hanno tirato fuori un paracadute sostenendo che sarebbe stato quello usato dal loro padre per il colpo, associandolo così a D. B. Cooper.

## Nella cultura di massa
- Il personaggio e la vicenda di D. B. Cooper sono stati citati nella cultura di massa in diverse occasioni, tra cui le serie televisive Journeyman, Leverage, in cui appare fisicamente (nella finzione),[30][31] Numb3rs,[32] Renegade,[33] The Blacklist, Loki,[34] e Prison Break,[35] in cui compare un personaggio chiamato D. B. Cooper, il quale (nella finzione) corrisponde a Cooper.[35] Viene citato anche nell'episodio 2x08 di Breaking Bad, nell'episodio 4x07 di Better Call Saul, nell'episodio 7x03 di Hawaii Five-0 e nell'episodio 5x08 di White Collar.
- Alla sua vicenda è inoltre ispirato il film del 2004 Without a Paddle - Un tranquillo week-end di vacanza, diretto da Steven Brill e il documentario Il caso del dirottatore fantasma su History Channel.
- D. B. Cooper viene citato nel romanzo Pioggia nera di Dennis Lehane.
- Nel 1981 è stato girato il film The Pursuit of DB Cooper con Robert Duvall.[36]
- Nel 2022 è uscita una docu-serie su Netflix in cui si parla della sua storia intitolata D.B. Cooper: il dirottatore che svanì nel nulla.[37]
- Nel racconto di Stephen King Rita Hayworth e la redenzione di Shawshank, appartenente alla raccolta Stagioni diverse, viene citato da Andy Dufresne, che afferma che il vero nome di D. B. Cooper doveva per forza essere Sid Nedeau, un detenuto di Shawshank che aveva realizzato un'improbabile evasione.
- La vicenda è al centro del romanzo Senza Sangue scritto dalla coppia di scrittori Douglas Preston e Lincoln Child.[38]
- Roger McGuinn scrisse la canzone Bag Full of Money, presente nel suo primo album omonimo del 1973, ispirandosi alla vicenda di D.B. Cooper.